# Paul Gilbert (ator)
Paul Gilbert (nascido Ed McMahon; Nova Iorque, 27 de dezembro de 1918 – Hollywood, Califórnia, 13 de fevereiro de 1976) foi um ator estadunidense.

## Filmografia
- 1955 – So This Is Paris (Três Marujos em Paris)
- 1955 – The Second Greatest Sex
- 1956 – You Can’t Run Away From It (Só Por uma Noite)
- 1964 – 3 Nuts in Search of a Bolt
- 1965 – Sylvia
- 1965 – Cat Ballou (Dívida de Sangue)
- 1966 – Women of the Prehistoric Planet (Mulheres do Planeta Pré-Histórico)